# Rothesay hercege
A Rothesay hercege (IPA: [ˈrɒθsi]ⓘ Diùc Baile Bhòid; Duik o Rothesay) címet korábban a skót, jelenleg a brit trónörökös kapja. A hercegi címet 1398-ban hozta létre III. Róbert skót király legidősebb fia számára.
A trónörököst Skóciában a Rothesay hercege címet használja, előnyben részesítve a walesi herceg és a Cornwall hercege címekkel szemben, amelyek az Egyesült Királyság többi részén és külföldön használatosak. A cím Rothesay-ról kapta a nevét, amely Bute szigetén található. A címhez nem kötődik semmilyen birtok vagy jövedelem forrás. A Rothesay hercege további skót címeket is visel, beleértve Carrick grófját, Renfrew báróját, a Szigetek urát, valamint Skócia hercegét és főpohárnokát.
A cím jelenlegi viselője Vilmos walesi herceg (2022. szeptember 9. – ).

## Története
David Stewart, Rothesay hercege, III. Róbert skót király fia volt az első, aki a hercegi címet viselte a cím 1398-as létrehozásától fogva. Halála után testvére, Jakab – a későbbi I. Jakab király – kapta meg a hercegi címet. Ezt követően a skót trónörökösök örökölték a címet, a szokást 1469-ben a skót parlament által elfogadott törvény rögzítette.
A Carrick grófi cím már a XII. században létezett. 1306-ban Carrick grófja, I. Róbert skót király lett, így a grófság egyesült a koronával. Az elkövetkező években a skót királyok több trónörököst is Carrick grófjává neveztek ki. Az 1469-es törvény végleg rögzítette, hogy a grófi címet a skót uralkodó legidősebb fia kapja.
A Skócia főpohárnoki (Great Steward of Scotland, High Steward, Lord High Steward, esetkeben főudvarmesternek fordítják) egészen első viselőjéig, Alan fitz Walterig vezethető vissza a XII. században. A hetedik főpohárnok, Róbert, 1371-ben II. Róbert néven a skót trónra lépett. Ettől kezdve kizárólag a trónörökösök viselték ezt a tisztséget, amit az 1469-es törvény is szabályozott.
Az 1603-as perszonálunió és VII. Eduárd trónörökös kora között a „Rothesay hercege“ cím helyett a „walesi herceg“ elnevezést használták Skóciában is. Viktória királynő rendelte el, hogy a skót trónörökösre Skóciában Rothesay hercegeként hivatkozzanak, és ez az elnevezés azóta is megmaradt.

## Szigetek Ura (Lord of the Isles)
A trónörököshöz tartozó nem-peerage (nem főrendi) címek közül különleges említést érdemel a Szigetek Ura (Lord of the Isles) cím. A Szigetek Urai a MacDonald család tagjai voltak, ők eredetileg a skót vagy norvég királyok hűbéreseiként szolgáltak, akik a Nyugati-szigeteket uralták. A nagyratörő John MacDonald II, a negyedik Szigetek Ura, 1462-ben titkos szövetséget kötött IV. Eduárd angol királlyal, amelyben független uralkodói státuszt próbált szerezni magának.
1475-ben III. Jakab felfedezte a Szigetek Ura titkos lépéseit, elkobozta a címet és a birtokot. Később MacDonald visszanyerte a címét, de IV. Jakab 1493-ban ismét megfosztotta őt ettől, miután MacDonald unokaöccse lázadást szított. 1540-ben V. Jakab skót király a Szigetek ura címet a trónörökösöknek adományozta.

## Jogalap

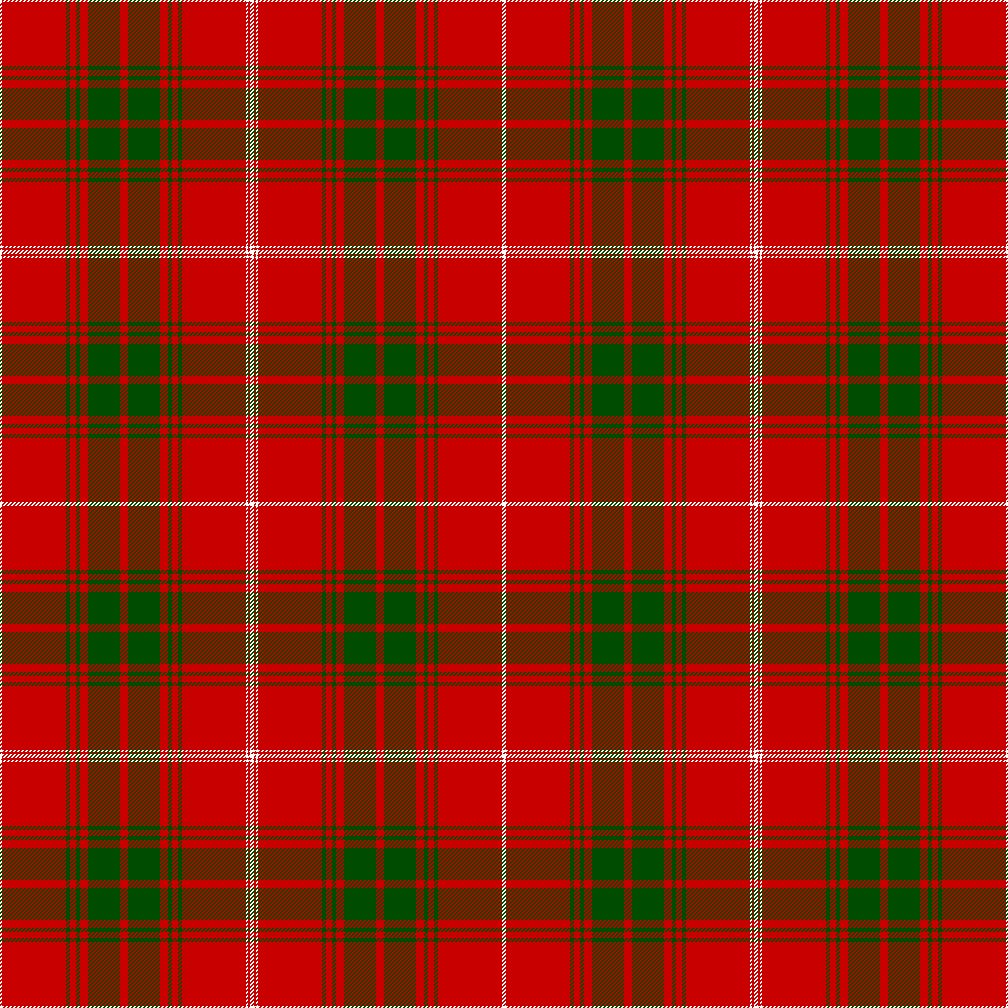
Rothesay herceg tartan mintája.

A skót parlament által 1469-ben elfogadott törvény szabályozza ezen címek öröklését. A törvény kimondja, hogy „a skót király elsőszülött hercege mindörökké” viselje a hercegi címet. Ha az elsőszülött herceg még apja életében elhunyna, a címet nem örökli az ő örököse – a cím csak az elsőszülött fiúnak jár, hasonlóan a Cornwall hercege címhez. Továbbá az elhunyt herceg öccse sem örökli, kivéve, ha ő maga is trónörökös lesz. Bár a törvény „királyt” említ, később a királynők elsőszülött fiai is birtokolták a hercegi címet. Azonban a „herceg” szó nem vonatkozik nőkre. Ezért ha egy trónörökösnő vagy várható örökösnő kerül sorra (ami a 2013-as Succession to the Crown Act után valószínű lehetőség), ő nem lehet Rothesay hercegnő.

### Herceg vs. királyi herceg
A brit és skót nemesi rendszerben a Prince és a Duke különböző rangot és státuszt jelentenek. A Prince kifejezés a királyi család férfi tagjaira utal, különösen az uralkodó fiaira és unokáira. Ez a cím jelzi a vérségi kapcsolatot az uralkodóval, például a Prince of Wales címet az angol-brit trónörökös viseli, és a brit birodalomban az uralkodó legidősebb fiát illeti. A Prince kifejezés királyi herceget jelent, nem pedig a nemesi címet, és az uralkodói család közvetlen leszármazottait illeti. A Duke címet a nemesi hierarchia legmagasabb rangjaként használják, és általában az uralkodó adományozza bizonyos tartományok, területek vagy címek viselőinek. A trónörökösnek különböző Duke címei is lehetnek, mint például a Duke of Cornwall Angliában vagy a Duke of Rothesay Skóciában. Ezen címek használata területhez kötött: Skóciában például a trónörökös Rothesay hercegeként ismert, míg az Egyesült Királyság többi részén Cornwall hercegeként.

## A cím jelenlegi viselője

A hercegi zászló (banner)

Vörös (gules) talponálló oroszlán, kék (azure) karmokkal és nyelvvel, vörös dupla szegélyen, amelyen váltakozó heraldikai liliomok motívuma található, arany (or) mezőben. Rothesay hercegének zászlója, azaz a skót királyi lobogó, amelyet amelyet háromágú kék címfarokkal díszítettek. A háromágú jelzés a trónörökös megkülönböztetése az uralkodótól vagy más leszármazottól. 

## A cím eddigi viselői
A Rothesay hercege címet hagyományosan a skót, majd brit trónörökösök viselik. Az alábbi táblázat a cím viselőinek történetét, azt a folyamatot, amely során a címet megszerezték, illetve amely során elvesztették, mutatja.
Cím rövidítések és magyarázat
- Carrick grófja (évszám) alatt értendő: Carrick grófja (évszám) Renfrew bárója, Skócia hercege és főpohárnoka (évszám). 1540-től a Szigetek Ura (1540) cím is idetartozik. A Carrick grófja valójában a Rothesay hercege alcíme (ahogy a Renfrew bárója is), így más szövegkörnyezetben csak akkor szokás említeni, ha az érintett összes címét felsorolják.
- Wales hercege (évszám)  alatt értendő Wales hercege és Chester grófja (évszám)
- A  főnemesi címek mellett zárójelben levő évszám az adott cím létrehozási dátuma, ez jelentősen eltérhet attól egy régi cím esetén, hogy adott viselője mikor érdemelte azt ki. Egy címet többször is létrehozhattak, ebben a táblázatban nincs jelezve, hogy a cím hanyadik létrehozásáról van szó. A Rothesay hercege és a hozzá kapcsolódó címek (például Carrick grófja, Renfrew bárója és a független Skócia főpohárnoka címek) minden alkalommal megszűnnek, amikor a trónörökös trónra lép, majd automatikusan újjászületnek a következő trónörökös számára. Ezért sok forrás a Carrick grófja címet 1469-re és 1540-re datálja, mivel ezek a jogi alapjai annak, hogy a cím folyamatosan öröklődjön a mindenkori trónörökösre, azaz nincs új létrehozás, kreáció.
- 1469-ben skót parlamenti törvény rögzítette, hogy a mindenkori skót trónörökös (az uralkodó elsőszülött fia) megkapja a Rothesay hercege (Carrick grófja, Renfrew bárója) és a Skócia főpohárnoka címeket. Ez volt az alapja annak, hogy ezek a címek automatikusan öröklődnek. (Act in Favour of the King's Son Anent the Dukedom of Rothesay, Earldom of Carrick, and Barony of Renfrew)
- 1540-ben V. Jakab skót király külön megerősítette, hogy a Carrick grófja cím kizárólag az elsőszülött fiára és utódaira szálljon, így a cím öröklési rendje még szilárdabbá vált. (Ratificatioun of the infeftment of the lordschip of the Ilis maid to the prince.)

| Herceg neve          | Uralkodó a cím megszerzésekor | Létrejötte és módja        | Elvesztés ideje és oka | Rothesay hercege további címei |
| -------------------- | ----------------------------- | -------------------------- | ---------------------- | --- |
| David Stewart        | III. Róbert                   | 1398 (létrehozva)          | 1402 (meghalt)         | Carrick grófja és Atholl grófja (1398) |
| Jakab                | III. Róbert                   | 1404 (létrehozva)          | 1406 (királlyá lett)   | Carrick grófja (1404) |
| Alexander Stewart    | I. Jakab                      | 1430 (születés?)           | 1430 (meghalt)         | Carrick grófja (1430) |
| Jakab                | I. Jakab                      | 1431 (létrehozva)          | 1437 (királlyá lett)   | Carrick grófja (1431) |
| Jakab                | II. Jakab                     | 1452 (születés?)           | 1460 (királlyá lett)   | Carrick grófja (1452) |
| Jakab                | III. Jakab                    | 1473 (születés)            | 1488 (királlyá lett)   | Carrick grófja (1469) |
| Jakab                | IV. Jakab                     | 1507 (születés)            | 1508 (meghalt)         | Carrick grófja (1469) |
| Arthur Stewart       | IV. Jakab                     | 1509 (születés)            | 1510 (meghalt)         | Albany hercege (1509), Carrick grófja (1469) |
| Jakab                | IV. Jakab                     | 1512 (születés)            | 1513 (királlyá lett)   | Carrick grófja (1469) |
| Jakab                | V. Jakab                      | 1540 (születés)            | 1541 (meghalt)         | Carrick grófja (1469) |
| Jakab Károly         | Skót Mária                    | 1566 (születés)            | 1567 (királlyá lett)   | Carrick grófja (1469), Szigetek Ura (1540) |
| Henrik Frigyes       | VI. Jakab                     | 1594 (születés)            | 1612 (meghalt)         | Wales hercege (1610), Cornwall hercege (1337), Carrick grófja (1469) |
| Károly               | VI. Jakab                     | 1612 (bátyja halála után)  | 1625 (királlyá lett)   | Wales hercege (1610), Cornwall hercege (1337), Albany hercege (1600), York hercege (1605), Ormond márkija (1600), Carrick grófja (1469 & 1540), Ross grófja, Lord Ardmannoch (1600)                                                                                               |
| Charles James        | I. Károly                     | 1629 (születés)            | 1629 (meghalt)         | Cornwall hercege (1337), Carrick grófja (1469 & 1540) |
| Károly               | I. Károly                     | 1630 (születés)            | 1649 (királlyá lett)   | Wales hercege (1610), Cornwall hercege (1337), Carrick grófja (1469 & 1540) |
| James Francis Edward | VII. Jakab                    | 1688 (születés)            | 1702 (jogfosztás)      | Wales hercege (1688–1702), Cornwall hercege (1337–1702), Carrick grófja (1469 & 1540) |
| György               | I. György                     | 1714 (apja királlyá lett)  | 1727 (királlyá lett)   | Wales hercege (1688–1702), Cornwall hercege (1337), a Hannoveri választófejedelemség uralkodója, Cornwall hercege (1337), Cambridge hercege, Cambridge márkija (1706), Carrick grófja (1469 & 1540), Earl of Milford Haven grófja, Northallerton vikomtja, Tewkesbury báró (1706) |
| Frederick            | II. György                    | 1727 (apja királlyá lett)  | 1751 (meghalt)         | Wales hercege (1729), Cornwall hercege (1337), Edinburgh hercege, Ely márkija (1726), Carrick grófja (1469 & 1540), Eltham grófja, Launceston vikomtja, Báró Snowdon (1726) |
| György               | III. György                   | 1762 (születés)            | 1820 (királlyá lett)   | Wales hercege (1762), Cornwall hercege (1337), Carrick grófja (1469 & 1540) |
| Albert Edward        | Viktória                      | 1841 (születés)            | 1901 (királlyá lett)   | Wales hercege (1841), Cornwall hercege (1337), Carrick grófja (1469 & 1540), Dublin grófja (1850) |
| György               | VII. Eduárd                   | 1901 (apja királlyá lett)  | 1910 (királlyá lett)   | Wales hercege (1901), Cornwall hercege (1337), York hercege (1892), Carrick grófja (1469 & 1540), Inverness grófja, báró Killarney (1892) |
| Eduárd               | V. György                     | 1910 (apja királlyá lett)  | 1936 (királlyá lett)   | Wales hercege (1910), Cornwall hercege (1337), Carrick grófja (1469 & 1540) |
| Károly               | II. Erzsébet                  | 1952 (anyja királynő lett) | 2022 (királlyá lett)   | Wales hercege (1958), Edinburgh hercege (1947), Carrick grófja (1469 & 1540) |
| Vilmos               | III. Károly                   | 2022 (apja királlyá lett)  | –                      | Wales hercege (2022), Cornwall hercege (1337), Cambridge hercege (2011), Carrick grófja (1469 & 1540) |

## Fordítás
- 2024, a szócikk létrehozása: Ez a szócikk részben vagy egészben  a   Duke of Rothesay című angol Wikipédia-szócikk ezen változatának fordításán alapul.  Az eredeti cikk szerkesztőit annak laptörténete sorolja fel. Ez a jelzés csupán a megfogalmazás eredetét és a szerzői jogokat jelzi, nem szolgál a cikkben szereplő információk forrásmegjelöléseként.